# 高岡駅前商店街
高岡駅前商店街（たかおかえきまえしょうてんがい）は、富山県高岡市の高岡駅（JR西日本・あいの風とやま鉄道）の駅前にある商店街である。本項では、高岡駅前の地下にある高岡駅前地下街（たかおかえきまえちかがい）についても記述する。

## 高岡駅前商店街

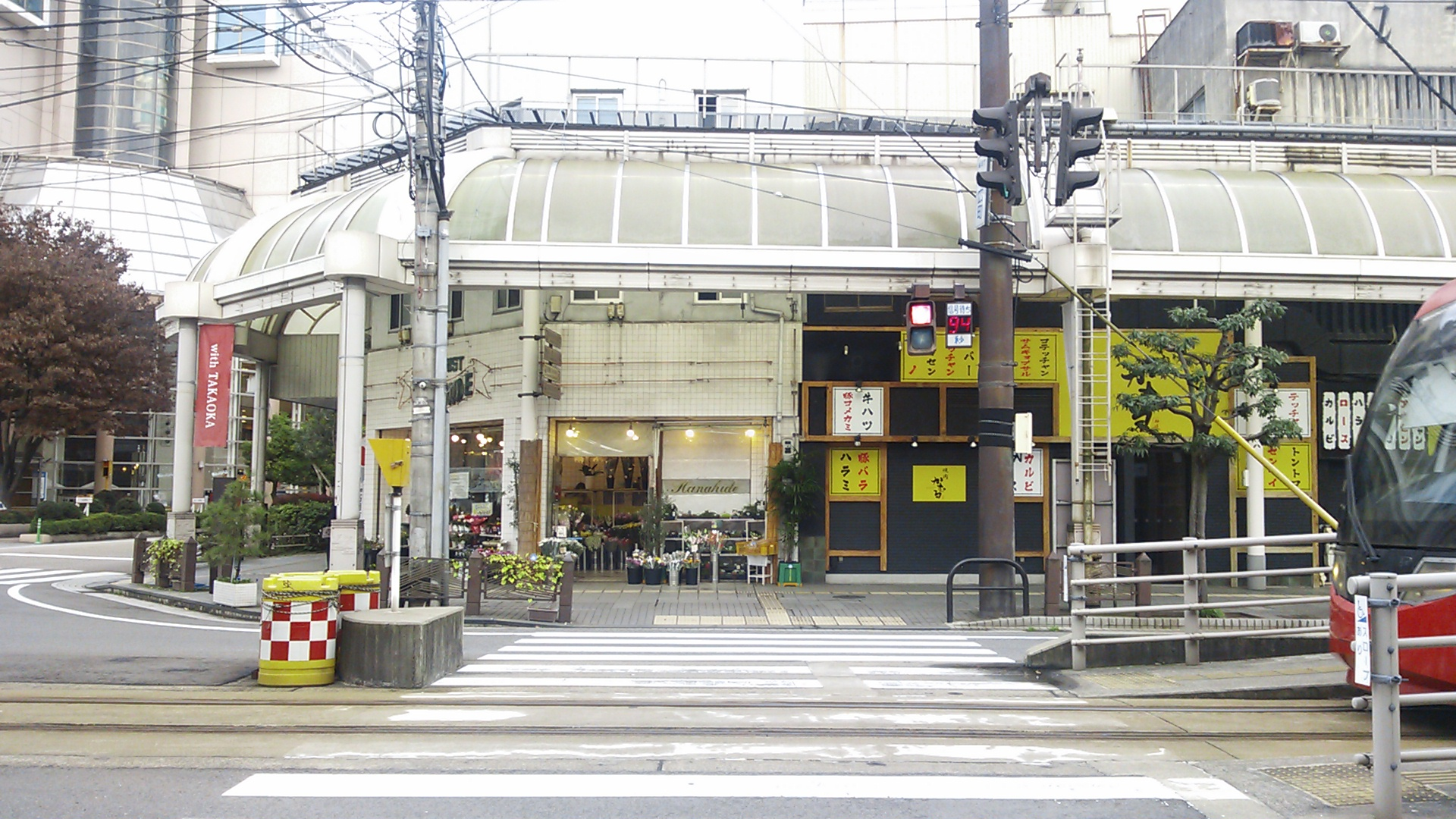
末広町停留場そばの交差点/横断歩道

高岡駅の西側に広がる商店街。様々な店舗が立ち並び、地下街への入り口もある。大規模な商店街ではないものの、駅前の開発により、活性化の兆しも見えている。商店街には飲食街もある。

## 高岡駅前地下街
高岡駅前地下街は、1969年12月1日（第1期）、1970年7月1日（第2期）に分けて営業を開始した。富山県では唯一の、北陸地方で最初の地下街でもある。郊外への大型店進出などにより、空き店舗なども目立っていた。地下街の総面積は4,144m2に及ぶ。
2012年から高岡駅周辺整備の一環として、旧駅舎の解体および新築工事に伴い一時閉鎖され、工事期間中に大幅なリニューアルを行い「クルン高岡地下街」と改め2014年春に再開業した。2014年の再開後は店舗部分は大幅に縮小、約半分を通路拡大と共に公共スペースやアートギャラリーを主体とする地下広場に転用し、その部分は2014年6月に開業した。商業スペースにはデジタルサイネージが多数設置されたり、ミニライブや映画上映会などが可能なステージなども設置されるなど、大幅な近代化が施された。

## その他の特徴
- 「フリースペースタカチカ」が設けられており、火曜日、金曜日に「えき地下夕市」が行われている。また、火曜日、金曜日以外は一般利用者への貸し出しも行われている。
- 最寄駅は高岡駅（あいの風とやま鉄道線、JR氷見線、JR城端線）と高岡駅停留場（万葉線）である。